# Guilty (album)
Guilty är Ayumi Hamasakis nionde album, släppt den 1 januari 2008. Albumet hamnade som bäst på #2 på de japanska topplistorna. Det är hittills hennes enda album som släppts utanför Japan, dock endast som digital nedladdning, i Sverige och 25 andra länder.

## Låtlista
Alla sångexter skrivna av Ayumi Hamasaki
1."Mirror" - 1:58 
Musik: Yuta Nakano Arrangement: Yuta Nakano 
2."(Don't) Leave Me Alone" - 4:18 
Musik: Tetsuya Yukumi Arrangement: HAL 
3."Talkin' 2 Myself" - 4:56 
Musik: Yuta Nakano Arrangement: HAL 
4."Decision" - 4:22 
Musik: Yuta Nakano Arrangement: Yuta Nakano 
5."Guilty" - 4:35 
Musik: Tetsuya Yukumi Arrangement: CMJK 
6."Fated" - 5:36 
Musik: Shintaro Hagiwara, Akihisa Matsuura Arrangement: CMJK 
7."Together When..." - 5:14 
Musik: Kunio Tago Arrangement: CMJK
Strings arrangement: David Campbell Bas: Chris Chaney
Trummor: Makoto Izumitani 
8."Marionette -prelude-" - 1:15 
Musik: Yuta Nakano Arrangement: Yuta Nakano 
9."Marionette" - 4:37 
Musik: Kazuhiro Hara Arrangement: Kazuhiro Hara 
10."The Judgement Day" - 1:41 
Musik: CMJK
Arrangement: CMJK 
11."Glitter" - 4:55 
Musik: Kazuhiro Hara Arrangement: HAL 
12."My All" - 5:27 
Musik: Tetsuya Yukumi Arrangement: HAL 
13."Rebirth" - 1:40 
Musik: HAL
Arrangement: HAL 
14.Untitled ~For Her~" - 5:35 
Musik: Kunio Tago Arrangement: Shingo Kobayashi